# Kathedrale der Heiligsten Dreifaltigkeit (Addis Abeba)

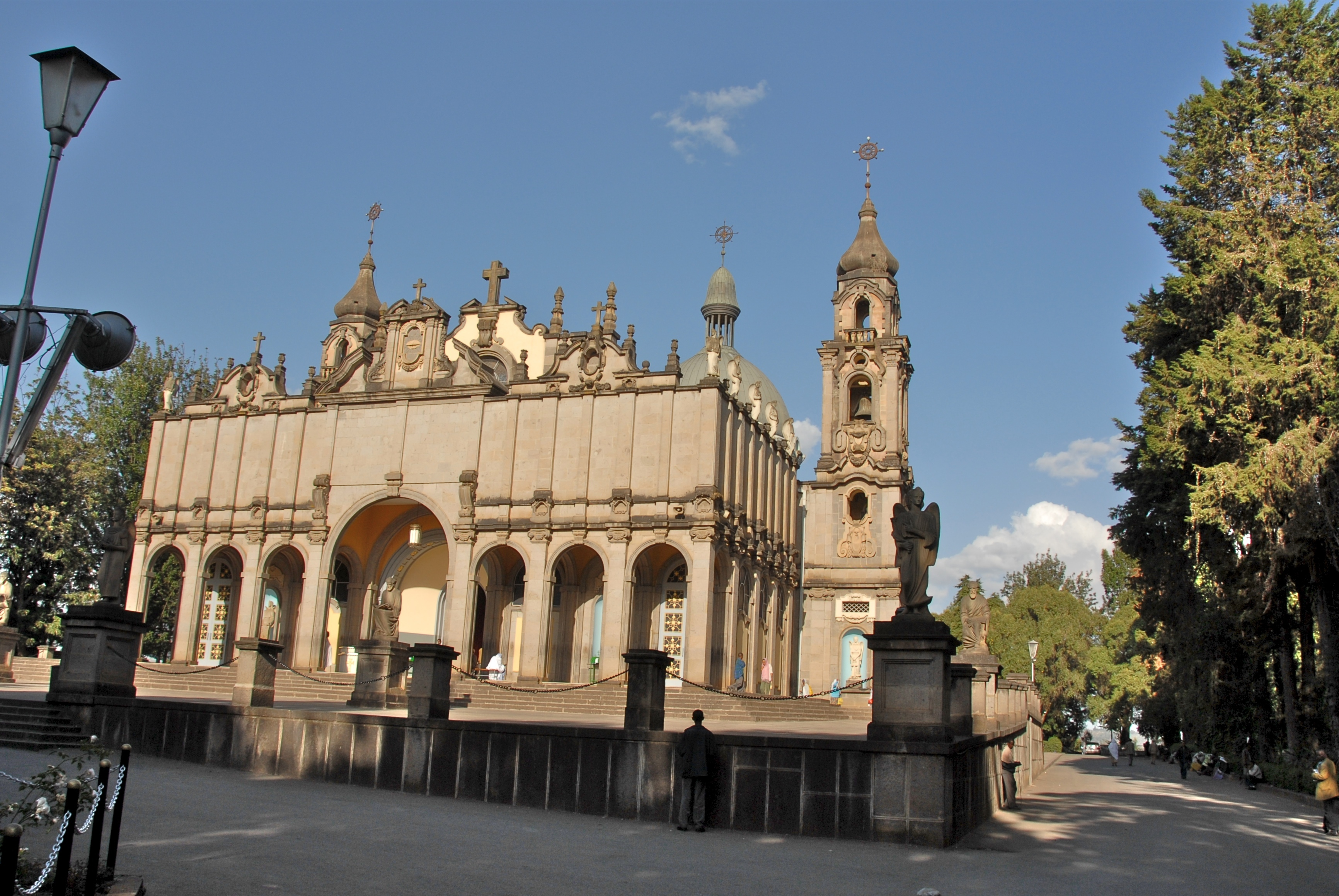
Dreifaltigkeitskathedrale

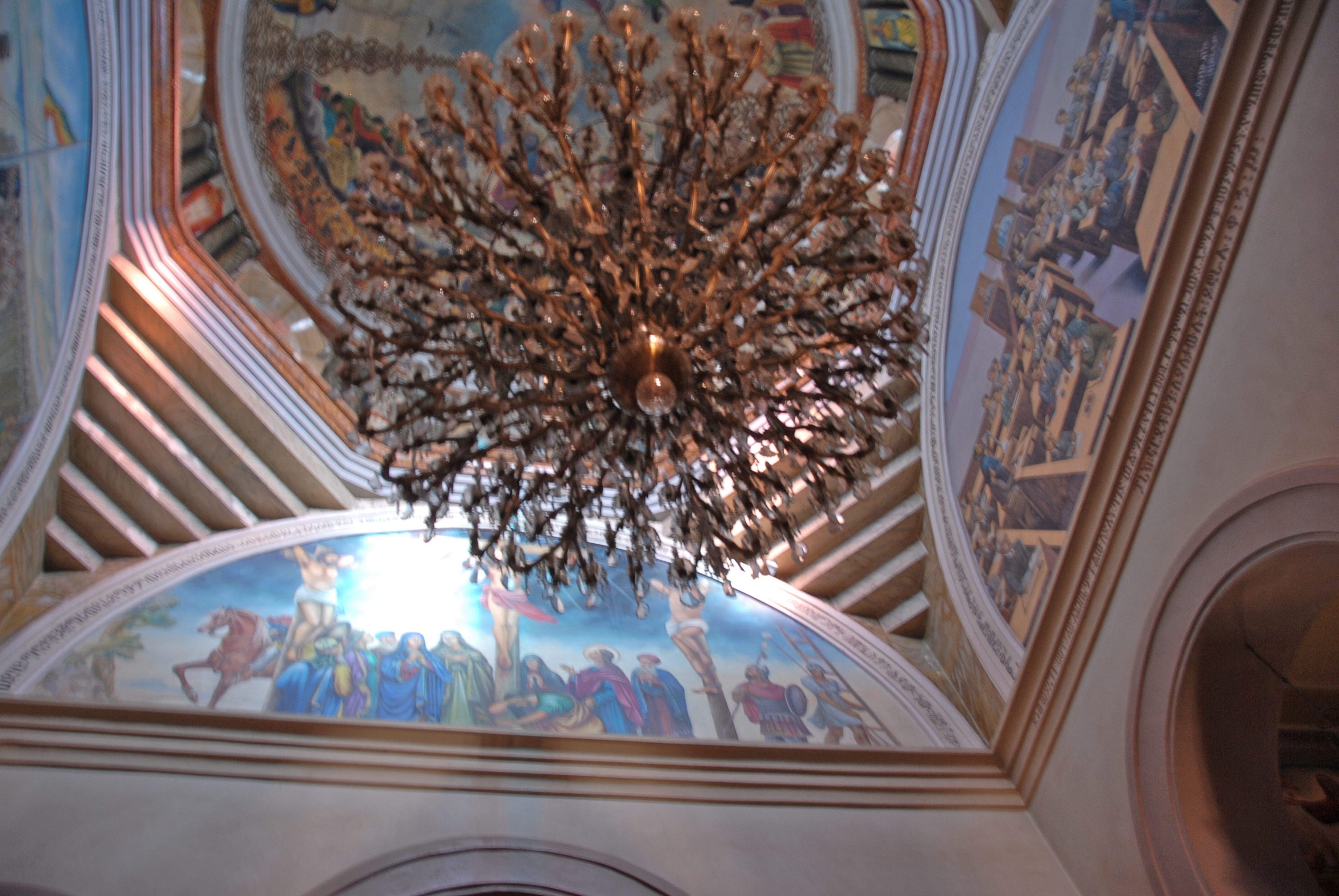
Fresken und Kerzenhalter in der Kuppel

Die Mänbärä-Tsäba'ot-Aga'ïstä-Aläm-Qïddus-Sïllase-Kathedrale (amharisch መንበረ ጸባዖት አጋዕሥተ ዓለም ቅዱስ ሥላሴ) ist ein äthiopisch-orthodoxes Kirchengebäude in Addis Abeba, der Hauptstadt Äthiopiens. Erbaut ab 1928 durch die abessinische Kaiserin Zauditu, erinnert sie heute an die Befreiung von der Besetzung des Landes durch Italien 1936 bis 1941.
Der durch Kaiser Menelik II. 1887 als Klosterkirche der Dreifaltigkeit gegründete kreisrunde Vorgängerbau wurde am 22. Dezember 1931 nach einem europäischen Entwurf zu einer Kathedrale ausgebaut, jedoch befinden sich im Inneren Wandmalereien und Glasfenster im typisch äthiopischen Stil. Das 1943 vollendete Bauwerk gilt als die größte und prächtigste aller modernen Kirchen Äthiopiens und ist aufwendig mit Schnitzereien, Mosaiken, Glasmalereien von Heiligen und Aposteln sowie anderen Kunstwerken verziert. Nach der Kirche St. Maria von Zion im Axum gilt sie als die wichtigste äthiopisch-orthodoxe Kirche, da sie Sitz des orthodoxen Erzbischofs von Addis Abeba ist und hier die Patriarchen und Bischöfe inthronisiert werden.
In der Krypta befindet sich die Gruft des Kaisers Haile Selassie I (Löwen von Juda), seiner Frau Menen Asfaw und der gefallenen Kämpfer gegen die Italiener, darunter auch die antifaschistische britische Kämpferin und Frauenrechtlerin Sylvia Pankhurst. Ferner sind hier der äthiopisch-orthodoxe Patriarch Paulos und der letzte Ministerpräsident Meles Zenawi bestattet.